# 哇揚皮影偶戲

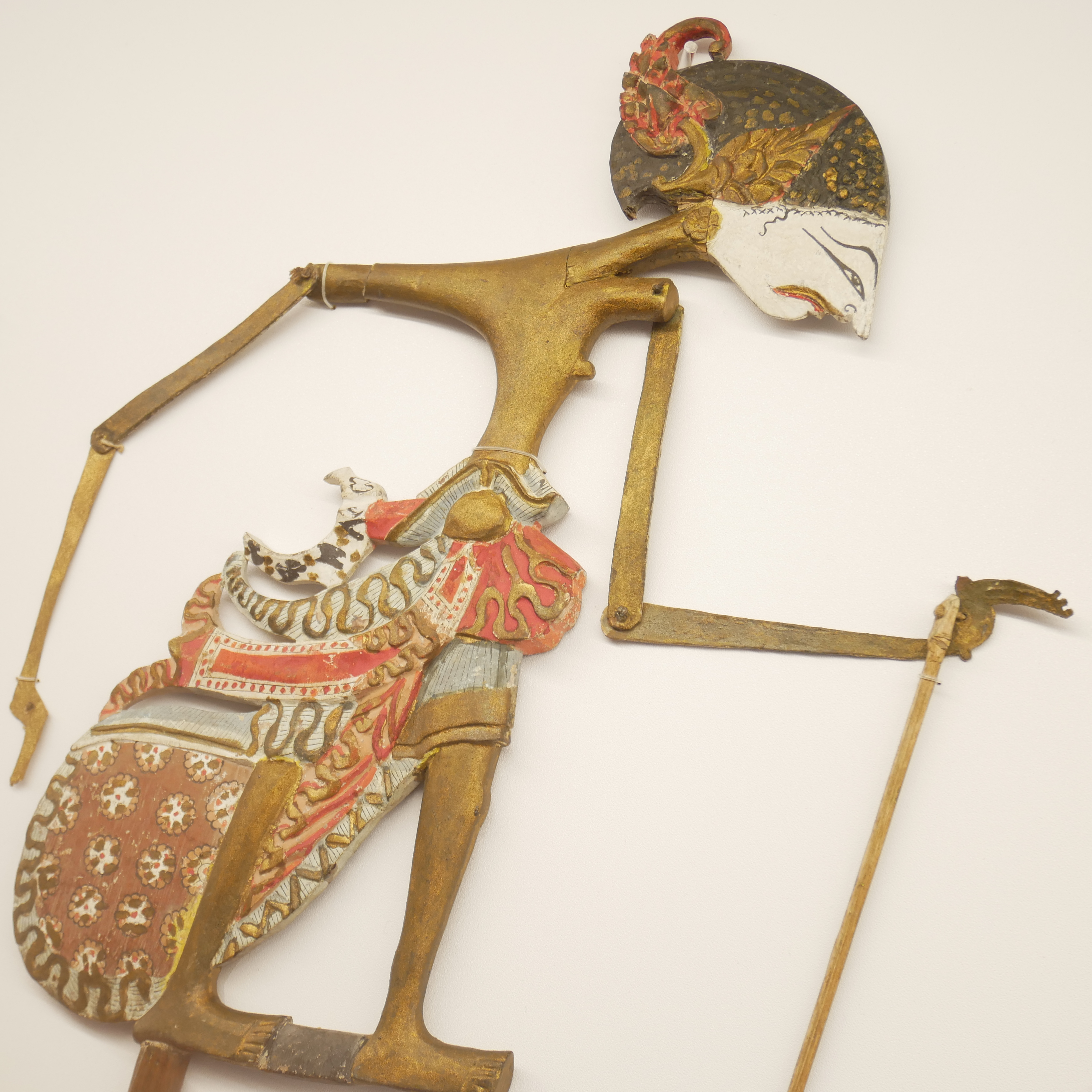
皮影偶戲由偶戲師（dalang）進行演出，其表演常長達整個晚上。

皮影戲（Wayang Kulit，也称哇揚皮影偶戲以区别中国的皮影戏）是印度尼西亞一種獨特的戲劇型式，常見於爪哇島和巴厘島，是印尼哇揚劇場中最著名的一種。戲偶由皮革所製，而操偶棒桿的材質為牛角，雕工精細美麗。劇中故事通常取材於神話或史詩，如《羅摩衍那》、《摩訶婆羅多》和《Serat Menak》等。
皮影戲於2003年11月7日被聯合國教科文組織列為人類非物質文化遺產，並要求印尼政府保護之。

## 外部連結
- 印尼爪哇皮影戲偶- 六年制學程（页面存档备份，存于）
- 皮影戲 — wonderful Indonesia（页面存档备份，存于）
- 爪哇与巴厘岛有趣的哇扬皮影偶戏 - Indonesia.travel（页面存档备份，存于）

### 延伸閱讀
- 哇揚啟示錄Wayang Wahyu - 全球之聲 - Global Voices（页面存档备份，存于）
- Tintoy Chuo with Fusion Wayang Kulit南洋雨林，炫光幻影！ | Weeknight（页面存档备份，存于）